# Zalán futása

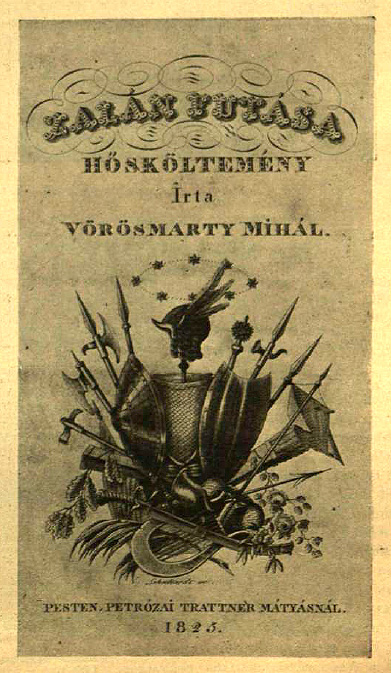
Az eposz első kiadásának címlapja 1825-ből

A Zalán futása Vörösmarty Mihály eposza, melyet 1823–1824-ben írt és Pesten 1825-ben adott ki (magánkiadás volt). Szeme előtt a Zrínyi óta lehanyatlott magyar epika felélesztésének terve lebegett.
Vörösmarty „A múlt nagyság képeit tűnteti föl, hogy önérzetet költsön, ébressze a süllyedőket, bátorítsa a küzdőket. A jövő nevében dicsőíti a múltat, siratja a jelent.”
A mű hexameterben írt tíz énekből áll, hangneme elégikus. A költő művében a honfoglalás-kori harcok egy részletét mutatja be. Az Árpád vezette harc megelevenítésével párhuzamosan énekli meg Ete és Hajna szerelmi történetét. Ennek ábrázolásába szőtte bele a maga fájdalmas vallomását közvetlenül egy mesealak, a délszaki tündér felléptetésével. Elképzelt magyar mitológia, mesés tündérvilág, a magyar hősiességet dicsőítő szándék, a harcok áldozatait kísérő „lírai részvét”, a „régi dicsőség” elmúlása miatti borongás és nemzetébresztés egyaránt érvényesül az eposzban; megtalálhatók benne a klasszikus eposz elemei (invokáció, seregszemle, állandó jelzők), a romantikára jellemző képgazdagság és a színpompás nyelv.

## Keletkezése
Vörösmarty 1820-tól a Tolna vármegyei Börzsönyben nevelő volt a Perczel családnál, ahol a könyvtárt is használhatta; közben elvégezte jogi tanulmányait. Titkolt mély, bár reménytelen szerelem ébredt benne tanítványainak nővére, Perczel Adél (Etelka) iránt. 1822 őszén lemondott nevelői állásáról és jurátusként (joggyakornokként) egy évet töltött Görbőn Tolna vármegye egyik alispánja mellett. Itt beleláthatott a megyei küzdelmekbe, figyelemmel kísérhette a reformkort közvetlenül megelőző évek nemesi politikai mozgalmait. 1823 őszén újra átvette a Perczel-fiúk nevelését és velük együtt Pestre költözött.
Közben olvasta Aranyosrákosi Székely Sándor 1823 elején megjelent Székelyek Erdélyben című kiseposzát, mely ösztönzést és példát adott műve elkészítéséhez. Korábban már kísérletet tett a  honfoglalás témájának (Árpád alakjának) költői feldolgozására (Árpád Zalán ellen [Töredék]).
A pályája elején álló költő – 1822-ben jelent meg nyomtatásban első verse – 1823 közepe táján Görbőn kezdte írni a Zalán futását és Pesten 1824. július végére fejezhette be. Utólag, barátai tanácsára írta hozzá a híressé vált előhangot, de 1824. szeptemberben már az is készen volt. Első sorai:
Régi dicsőségünk, hol késel az éji homályban?

Századok ültenek el, s te alattok mélyen enyésző

Fénnyel jársz egyedűl. Rajtad sürü fellegek, és a

Bús feledékenység koszorútlan alakja lebegnek.

Hol vagyon, aki merész ajakát hadi dalnak eresztvén,

A riadó vak mélységet fölverje szavával,

S késő százak után, méltán láttassa vezérlő

Párducos Árpádot, s hadrontó népe hatalmát?

Hol vagyon? Ah ezeren némán fordulnak el: álom

Öldösi szíveiket, s velök alszik az ősi dicsőség.

A tehetetlen kor jött el, puhaságra serényebb

Gyermekek álltak elő az erősebb jámbor apáktól.

## Megjelenése
Vörösmarty 1825. január végén előfizetési felhívást tett közzé, ugyanis saját költségén adta ki művét. Trattner Mátyás pesti műhelyében augusztusban már nyomtatták, Gyulai Pál Vörösmarty-életrajza (1865) szerint augusztusban meg is jelent. Később Riedl Frigyes a mű megjelenésének idejét 1825. novemberben jelölte meg. Vörösmarty műveinek 1963-as kritikai kiadása azonban kétségtelenné tette, hogy szeptember első napjaiban, inkább 5–8. körül jelenhetett meg, és szeptember 14-én egy könyvárus hirdetésében már szerepelt az eposz, cím és ár feltüntetésével. Megjelenése tehát lényegében egybeesett az 1825-ös reform országgyűlés megnyitásával (szeptember 11.).
A kötetnek 88 előfizetője volt, de ismerősei, írótársai közül néhányan több példányt is rendeltek. Az eposz második kiadása: Vörösmarty Mihály munkái. Három kötet. Pest, 1833. Ettől kezdve további számos kiadása jelent meg.

## Cselekménye
A Zalán futásának fő tárgya a magyar honfoglalás egy részlete, melynek anyagát Vörösmarty Anonymus Gesta Hungarorumjából vette. Zalán bolgár fejedelem megakadályozná a magyarok terjeszkedését a Tisza vidékén, követet meneszt Árpádhoz, majd a két fél összecsap az alpári ütközetben. Árpád seregei legyőzik az ellenséges bolgár-görög hadakat és kiűzik őket a magyaroké lett országból.  
Az eposzban Árpád vezér mellett a magyarok kimagasló alakjai: Ete, Bulcsú, Lehel, Tarcal, Bors; a (közös névvel jelölt) bolgároknál pedig Zalán fejedelmen kívül alvezérei: Viddin, Philó, Hermes, Csorna. A mű legnagyobb része csataleírások, seregszemlék, harci készülődések zsúfolt leírásából áll. Nagy hősök küzdenek mindkét oldalon, és – az eposz műfajának megfelelően – beavatkoznak a harcba a földöntúli lények is. Két főisten áll egymással szemben: Hadúr, a magyarokat pártoló isten és Ármány, a bolgárok pártfogója. 
Az eposz lényegében két nagy csatát mutat be: az első a Bodrog menti, a második az alpári csata.
A bodrogi csata előtt Árpádot látjuk seregével a táborban, majd érkezik Zalán vezér követe, Kladni a dölyfös üzenettel, hogy a magyarok hagyják el a Zagyva vidékét. A magyar sereg felzúdul, Árpád követeket küld szét vezéreiért. A II. énekben Zalánhoz görög és bolgár segédcsapatok érkeznek, a magyarok pedig elindulnak, de Ármány-isten minden módon akadályozni igyekszik őket.
A Bodrog menti csatában (III. ének) a bolgárok rátámadnak egy magyar seregre, amely Tas vezényletével a fősereghez készül csatlakozni. Ebben a csatában megsebesül a fiatal Ete, és meghal a szintén fiatal hős, Laborcán, aki nem magyar, de korábban vállalta, hogy feláldozza életét a magyarokért.
Az alpári csata előzményei többek között: Árpád seregével az alpári síkra ér, tanácsot tart, áldozatot hoz, lakomáznak, egész éjjel hősi énekeket hallgatnak. Az ellentáborban viszály támad a vezérek között. Csorna bolgár vezér megöli Antipater görög hőst, akinek feleségét el akarja rabolni, de az asszony az erdőbe menekül és meghal. Közben Zalán táborába visszaérkezik Kladni és meghozza Árpád elutasító, harcra felszólító üzenetét. Mindkét táborban gyűlést tartanak, készülődnek a harcra. Bodrogsziget lakói fellázadnak a magyar családok ellen, közben Ete megöli Csorna bolgár vezért.
Reggel azután elkezdődik az alpári csata (VII., VIII., X. ének), a döntő ütközet Zalán és Árpád között. A VII. énekben a költő az alpári csata taktikáját adja elő, a VIII. és X. énekben pedig a csata általános képét. Azután következnek a részletek, ahogyan küzdenek egyes hősök egymás ellen. A magyarok és a bolgárok között kavargó harc ügye nem dőlhet el addig, amíg a két isteni ellenfél meg nem vív egymással, ebben Hadúr kerekedik felül és elűzi Ármányt. A földön is egy sorsdöntő párviadalban összegződik a cselekmény: a két tábor két kimagasló hőse vív meg egymással. Árpád diadalmaskodik és megöli Viddint, a legyőzött Zalán elmenekül Nándorfehérvár felé.

### Mellékalakok, epizódok
Mindezt mitológiai alakok szerepeltetése, számos epizód, mesés elem és a fő történethez alig kapcsolódó mellékalak bemutatása egészíti ki. Mitológiai elsősorban a két isten: Hadúr, a „jó” és ellentéte, Ármány, a „rossz” isten.
A Hébe című zsebkönyvben 1823 elején jelent meg Aranyosrákosi Székely Sándor Székelyek Erdélyben című kiseposza. A szerző kísérletet tett benne „a magyar mitológia fölélesztésére, vagy jobban mondva fikciójára.” A magyarokat védelmező istent önkényesen Hadúrnak nevezte el, a rossz szellemet pedig Nemerének. Vörösmarty innen vette át Hadúr alakját és nevét, Nemerét pedig Ármánnyal helyettesítette, a perzsa Ahrimán mintájára.
Elvont mitológiai alakok vagy elemek még: Rém, Álom, Hajnal, Éj stb. A mondai-történeti rész mellékalakja például a görög vezér, Antipater és felesége. Meseszerű alak a Hajnal és az Éj fia: a délszaki tündér, akinek táltoslova és bűvös sípja van; mesés epizód a Bors által űzött szarvas tündérlánnyá változása is. Különálló történet a bodrogközi zendülés, melyet végül Ete tör le (IX. ének).
Árpád és Zalán küzdelmével párhuzamosan halad a legkiterjedtebb epizód: Hajna és Ete szerelme, valamint a délszaki tündér Hajna iránti reménytelen szerelme, majd pusztulása. A mű elején a sereghez induló Ete, (Und fia) Hajna nevű kedvesét, az öreg Huba lányát keresné fel házukban. A lány épp fürödni ment a Bodrog partjára, ahol meglepi őt a fiatal délszaki tündér és szerelméért könyörög. Hajna azonban otthagyja és haza indul, végül apja házában találkozik kedvesével. Egy későbbi epizódrészben Hajna eltéved az erdőben, elalszik, és a délszaki tündér táltoslova, Tomboli viszi előbb Etéhez, majd apjához haza.
Az  Ete-Hajna szerelem és a reménytelenül epekedő délszaki tündér lírai története a költő személyes élményeiből fakad. 
„Én azt hiszem, hogy ő magát a délszaki tündérrel jellemezte, aki leszáll Hajnához és búcsút vesz tőle, amint búcsút vesz maga Vörösmarty is: a délszaki tündér-Vörösmarty Mihály Hajna-Perczel Etelkától.” – írja Riedl Frigyes. „A délszaki tündér panasza tulajdonképp a Vörösmartyé.” – véli Gyulai Pál is.

## Kritikai fogadtatása, utóélete
A költő „Zalán futásával 1825-ben fényes sikert aratott” – vélekedett összefoglaló munkájában Pintér Jenő 1932-ben. Az 1963-as kritikai kiadás szerint viszont az eposz közönségsikere „korántsem tekinthető rendkívülinek.” Mégis: a költő ezzel a művével vált országosan is ismertté, és ez volt egyben az első önálló kötete is.
A régi barátok természetesen lelkes elismeréssel fogadták, különösen az Előhangot dícsérték. 
Első komolyabb és lelkes méltatója Toldy Ferenc volt (ekkor még eredeti, Schedl Ferenc néven). 1825 végén cikket írt róla az Iris című lapban, majd a Tudományos Gyűjteményben (1826–1827. évf.) részletesn bemutatta és méltatta (elfogultan) a költőt és az eposzt. Későbbi irodalomtörténetében is részletesen foglalkozott a művel: „Zalán nemcsak költői mű, hanem a nemzet ébredésével összefüggő politikai tett is volt.” Dícsérte nyelvének újszerűségét, hexametereinek változatosságát, de rámutatott hibáira is: „a történetek tarka egymásba fonódása a figyelmet terheli, a gyakran változó színhely a képzelmet megerőlteti; hiányzik az arányos tartás…”
1845-ben jelent meg az első komolyabb kritika általában Vörösmartyról és benne részletesebben a Zalán futásáról is Erdélyi János tollából. (Irodalmi Őr, az Életképek melléklapja,). „Ez az első bírálat, mely a Zalán futása kompozíciós hibáit felrója, felveti a mű címének kérdését [miért Zalán, miért nem Árpád?], a két főszereplő (Árpád és Ete) problémáját, dicséri nyelvét, verselését.”
Újabb húsz év múltán jelent meg Gyulai Pál Vörösmarty-életrajza, és a későbbi tanulmányok még évtizedekig lényegében az ő álláspontját vették át. Szerinte a Zalán futásának majd mindegyik része kitűnőbb, mint az egész. A költői nyelv szépsége és hexametereinek hangzatossága elvarázsolja az olvasót. „Vörösmarty ifjú lelkesülését megragadta a honalapítás nagy eszméje, Árpád dicső emléke szemben a süllyedő jelennel, de az anyag eszmei nagyszerűségét nem táplálta a mondák és hagyományok költői gazdagsága, mi nélkül alig állhat elő valódi epopeia. Az Árpád alakja ködbe vész, s egy nagy hős absztrakt eszméjévé válik.”
Vörösmarty visszavezette a magyar eposzt a mondához – folytatja Gyulai Pál –, de abban nem talált elég anyagot. Költői szelleme összeolvaszt eget és földet, mondát és történelmet, fantasztikust és valót; hangok és színek egész új világát nyitja meg a magyar költészetben, de mindez nem áll össze szerves egységgé, az események nem emelkednek kerek cselekménnyé. A költői líra áradása elborítja az epikai részeket. „Egyszóval, Zalán futása zseniális, de elhibázott mű, megvannak benne egy nemzeti epopeia elemei, sőt részletei is, de mint egész nem válhatott azzá.”
A Zalán futása megjelenésének centenáriumán többen is megemlékeztek az eposzról. 
Alszeghy Zsolt Osszián hősdalgyűjteményének hatásáról írt, amely a romantikus eposz hangulatát befolyásolta. Császár Elemér a mű irodalomtörténeti jelentőségét elsősorban abban látta, hogy (Pintér Jenő szavaival) vele indult meg irodalmunkban a nemzeti romantika. Az eposz a klasszikus hagyományok talajából fakadt, de hozzákapcsolódott a modern romantikus költészet világához, sőt egyenesen megteremtette az igazi magyar romanticizmust, szemben a Kisfaludyak részben kezdő, részben németes ízű romantikájával. (A Zalán Futása, Budapest, 1926).
Az 1960-as évek nagy irodalomtörténete („Spenót”) az eposz jelentőségére helyezte a hangsúlyt, amikor így írt: „A múlt látomásain borongó költői magatartás, az epikát lírával vegyítő elégikus betétek, a nemzet-siratás pátosza mind ossziáni hang a Zalánban. Mindezek a hatások nem takarhatják el a fiatal magyar költő művének eredetiségét: a kor hangulatából, Vörösmarty személyes élményeiből valami új, eddig ismeretlen: a magyar romantika nemzeti eposza született meg.”